# Tumstock

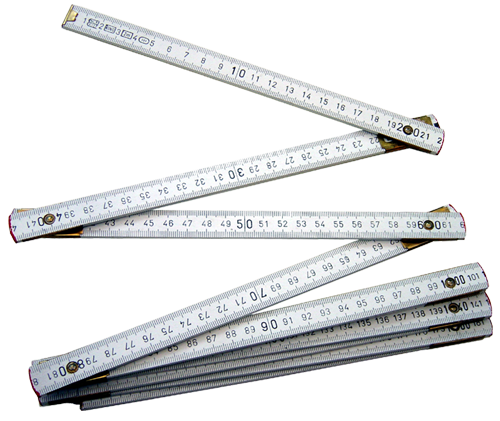
Tumstock med enbart centimeterskala kallas även ”meterstock”.

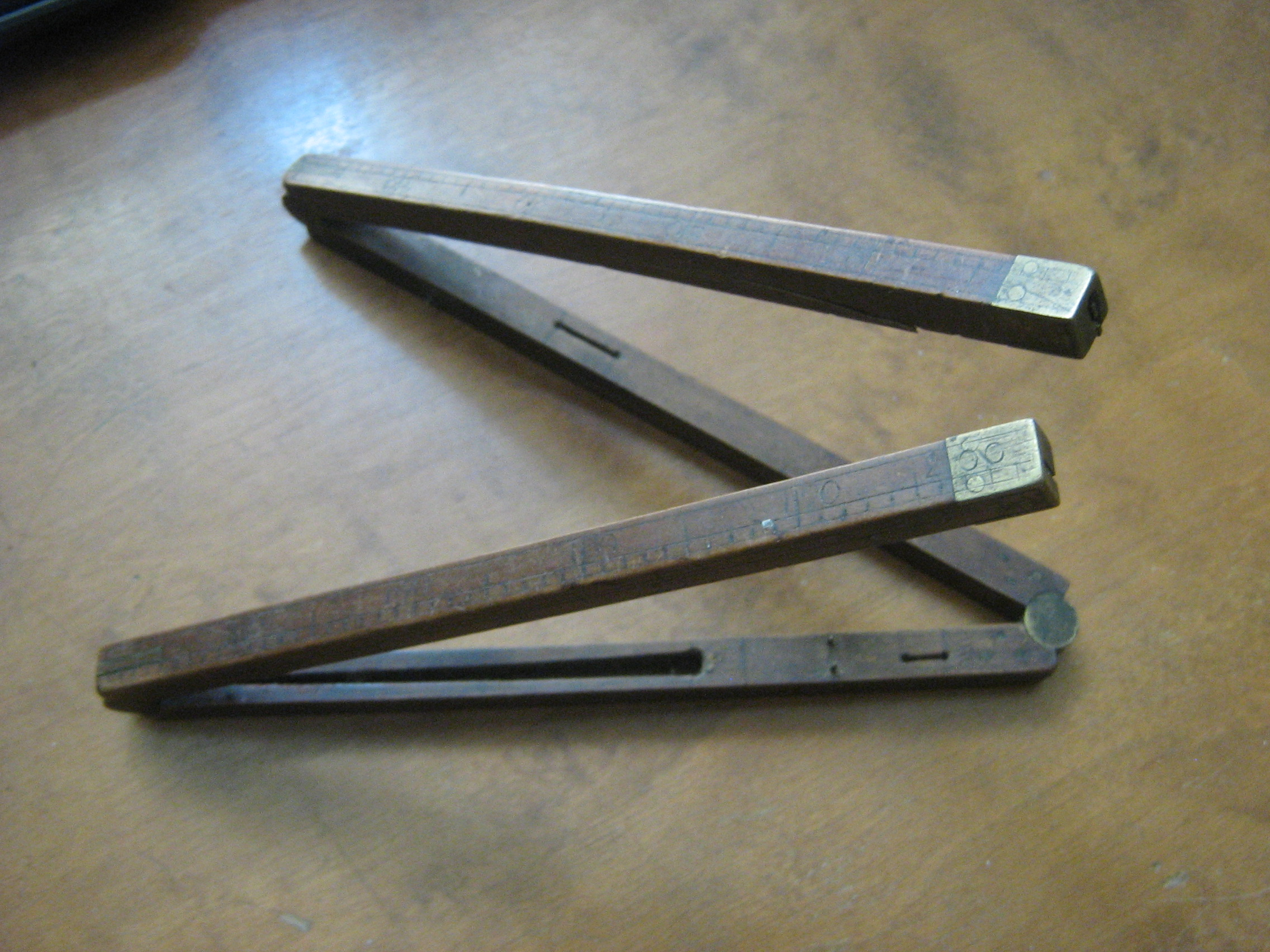
Äldre vikbar mätstock, med måttskalor för decimallinjer, svenska tum och tunnrymd.

En tumstock är en vikbar måttstock. Den vikbara typen av måttstock som alltjämt (2024) används uppfanns 1883 i skiftet från användning av traditionella måttenheter till metriska måttenheter. På grund av detta graderades måttstocken med såväl tum som centimeter och millimeter. I delar av världen är det vanligt med måttstockar som helt saknar tumskala, en sådan kallas även för meterstock.

## Historik
Även om vikbara måttstockar funnits länge räknas den av chalmersingenjören Karl-Hilmer Johansson Kollén år 1883 uppfunna ledbara måttstocken som den första moderna. Den uppfanns under övergångstiden till metersystemet och för att underlätta övergången för användarna var den graderad både i tum och centimeter.
Kolléns första uppfinning kallades komparationslinjal. Det var en linjal med skalor för både tum och centimeter och hade en glidhylsa för exakt avläsning, ungefär som på en räknesticka. Den var praktiskt användbar, men eftersom den var över en meter lång var den ganska otymplig. Kollén konstruerade därför en hopvikbar variant av komparationslinjalen som började saluföras under namnet "tumstock". Uppfinnandet av den vikbara måttstocken ledde till grundandet av Hultafors AB som tillverkar måttstockar. 1930 fick Hultafors konkurrens av AB Måttstockar i Mellösa som femtio år senare köptes upp av Hultafors.
Under 2000-talet är många modeller graderade i centimeter men inte tum. Sådana måttstockar kallas ibland för meterstock.
Hultafors måttstockspatent är för länge sen utgångna, men i början av verksamheten drev man ett antal processer om patentintrång och plagiat. Som kuriosum kan nämnas att ett av tvisteämnena var tryckstilen på måttstockens siffror; ett annat om originaliteten av rödmålning av den hopvikta måttstockens kortändar.

### Äldre vikbara måttstockar
De äldsta tumstockarna var 24 tum långa, det vill säga 1 aln, och veks i två eller fyra delar med ett mässingsgångjärn. I och med metersystemets införande övergick man till först 1 meter (sex delar) och senare även till 2 meters längd (tio delar, alltså i hopfällt läge något längre än enmetersmodellen).
Tumstockar har genom tiderna tillverkats i många olika kombinationer av graderingar på framsida och baksida, varav följande är kända:
- På ena sidan bara cm och mm från vänster till höger och på andra sidan samma sak från höger till vänster med rättvända siffror. Den i dag vanligaste varianten, men upp-och-nedvända siffror efter vändningen kan förekomma.
- På ena sidan cm och mm från vänster till höger på nedre halvan, och verktum på liknande sätt på övre halvan. Tumskalan indelad i delar ½, ¼, ⅛, ⅟16. På den andra sidan samma sak från höger till vänster, men texten illa nog upp och ner. I hopfällt skick 205 × 18 mm.
- På ena sidan cm och mm från vänster till höger på nedre halvan, och engelska tum på övre halvan. Den engelska tumskalan indelad i delar ½, ¼, ⅛, ⅟16. På den andra sidan, fortfarande från vänster till höger, med rättvänd text: Undre halvan verktum indelad i delar ½, ¼, ⅛, ⅟16. Övre halvan nya fot (1 ny fot = 12 verktum). Det nya består i att foten är indelat i decimaltum och decimallinjer. Det går alltså 100 decimallinjer på 1 "ny" fot. (Lika lång som en gammal (svensk) fot – det nya var bara den decimala indelningen av smådelarna.) En intressant detalj är att på fotskalan, mellan 50 och 60 decimallinjer, står texten PRIS PER METER som påminnelse om att om man beställde virket efter antal fot, så betalade man per meter.
- En enmeters miniatyrmodell i tio delar med bredden 12 mm och tjockleken ca 2 mm. Gradering enbart cm och mm på båda sidor, den ena från vänster till höger, och den andra från höger till vänster, men upp och ned. I hopfällt skick 128 × 25 mm.

## Utförande
När en äldre tumstock nära ena änden har märkningen VERKTUM är den graderad för gamla svenska tum. Består märkningen av ordet "LONDON" avses engelska tum.